# QuickTime (formát souboru)
Souborový formát QuickTime (QTFF) je počítačový formát souboru používaný nativně frameworkem QuickTime.

## Design
Formát QuickTime definuje multimédiální kontejner, který obsahuje jednu nebo více stop, z nichž každá obsahuje speciální typ dat: audio, video nebo text (například titulky). Každá stopa obsahuje buď digitálně zakódovaný mediální proud (v určitém formátu) nebo datový odkaz na mediální proud umístěný v jiném souboru. Stopy jsou uloženy v hierarchické datové struktuře sestávající z objektů nazývaných atomy. Atom může být buď rodičem jiných atomů nebo může obsahovat mediální anebo editační data, ne však obojí.
Díky tomu, že formát QuickTime může obsahovat abstraktní datové reference na mediální data, a díky oddělení mediálních dat od mediálních posunutí a editovaných seznamů stop je QuickTime obzvláště vhodný pro editaci, protože je schopen importovat a editovat mediální obsah na místě (bez kopírování dat), což je vlastnost, kterou jiné i později vyvinuté formáty mediálních kontejnerů, jako např. Advanced Systems Format společnosti Microsoft nebo kontejnery Matroska a Ogg, postrádají, a vyžadují, aby všechna mediální data byla po editaci kopírována.

## Vztah k MP4
Protože kontejnery QuickTime i MP4 mohou používat stejné formáty jako MPEG-4, jsou v prostředí, kde se používá pouze QuickTime, většinou zaměnitelné. MP4 je mezinárodní standard, který má širší podporu. To platí především pro hardwarová zařízení, např. PlayStation Portable a různé DVD přehrávače; v případě softwaru většina sad kodeků Microsoft DirectShow a Video for Windows obsahuje MP4 analyzátor, ne však QTFF analyzátor.
V programu QuickTime Pro v dialogu pro MPEG-4 Export umožňuje volba s názvem „Passthrough“ čistý export do MP4 bez změn audio a video proudů. Jednou z nesrovnalostí, která se objevila v QuickTime 7 vydaném 29. dubna 2005 je, že formát QuickTime podporuje vícekanálové audio (používané např. v upoutávkách ve vysokém rozlišení na webu Applu).

## Rozšíření
Mezinárodní organizace pro normalizaci použila formát QuickTime jako základ pro formát MPEG-4. Specifikace MPEG-4 byla vytvořena na základě specifikace formátu QuickTime publikované v roce 2001. Formát souboru MP4 (.mp4) byl publikován v roce 2001 jako revize o dva roky dříve publikované specifikace MPEG-4 Part 1: Systems specification (revize má označení ISO/IEC 14496-1:2001). V roce 2003 byla první verze specifikace formátu MP4 upravena a nahrazena specifikací MP4: MP4 formát souboru (ISO/IEC 14496-14:2003). Formát MP4 byl zobecněn do ISOBMFF ISO/IEC 14496-12:2004, který definuje obecnou strukturu pro mediální soubory obsahující časovou dimenzi. Ten byl použit jako základ pro jiné multimediální formáty (např. 3GP, Motion JPEG 2000). Seznam všech registrovaných rozšíření ISOBMFF je publikován na oficiálním webu registrátora www.mp4ra.org. Podle informativní přílohy D dokumentu MPEG-4 Part 12 je registrátorem kódových bodů v souborech MP4 rodiny společnost Apple Inc.